# 외교 공관

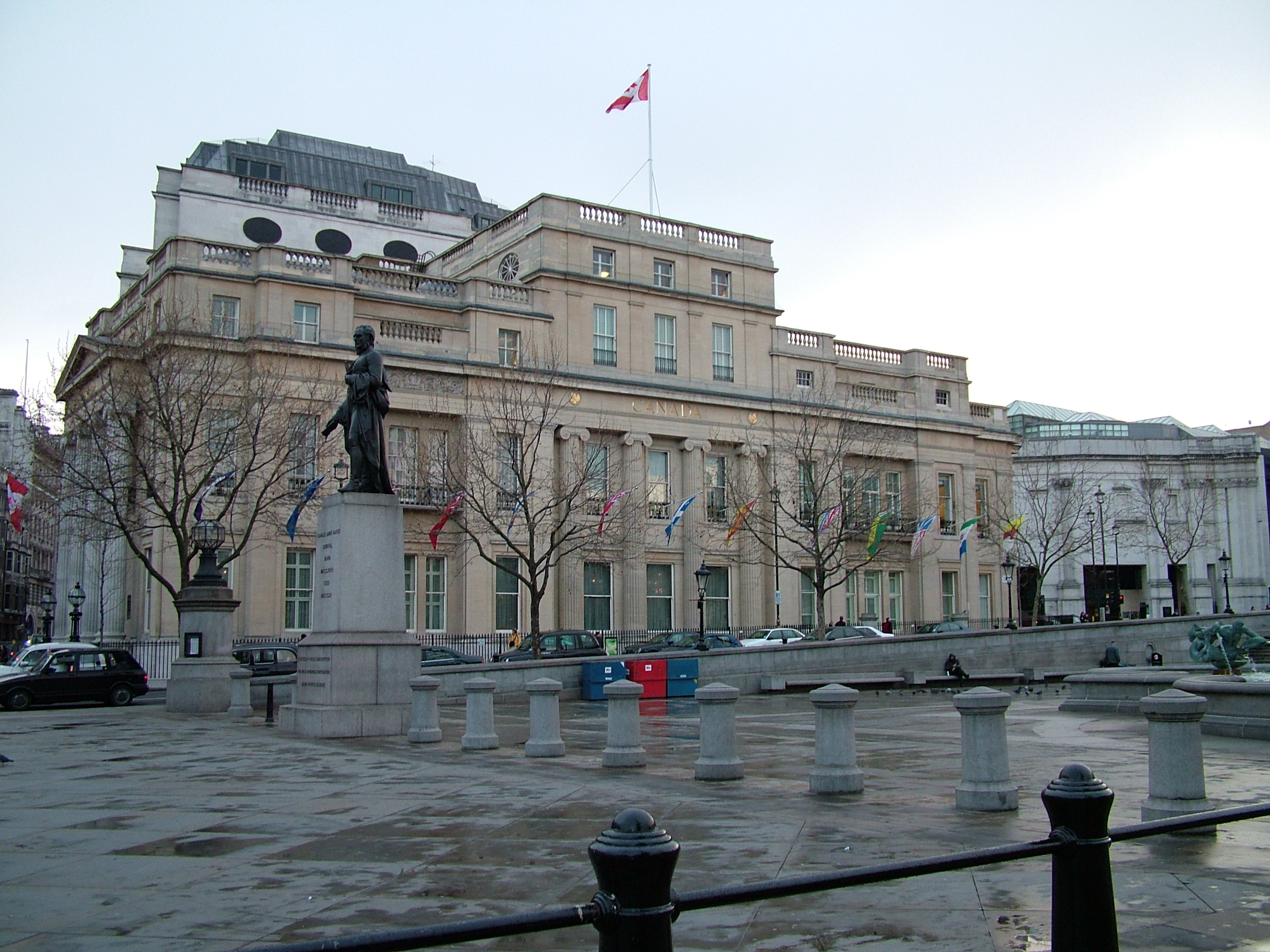

외교 공관(外交公館, 영어: diplomatic mission, foreign mission)은 국가 혹은 국제 기구가 외교와 자국민 보호 등을 위해 다른 국가에 설치한 관공서를 말한다. 대사관(大使館), 영사관(領事館), 대표부(代表部) 등이 있다. 그래서 재외 공관(在外公館)이라고 가리킨다.

## 권리
대사관을 포함한 재외 공관(총영사관, 영사관은 제외)은 국제법에 대해 외교에 관한 특권(diplomatic immunity)을 가져 대사관에 속해 있는 부지는 불가침 지역으로 여겨지므로 파견된 나라의 관헌 동의 없이는 들어갈 수 없다. 또, 조세 등에 대해서도 모두 본국 영토와 똑같이 취급을 받는다. 그 때문에 탈북자 등 망명 희망자가 특정 국가의 대사관 안으로 도망치는 사건이 자주 발생한다. 이것을 방지하기 위해 대사관을 상주시키는 나라들은 개인에 의한 재외 공관 침입, 파괴 및 재외 공관 위엄의 침해를 방지하기 위해서, 적당한 모든 조치를 갖추어야 하는 특별 의무를 지고 있다. 이 의무에는 원상회복을 위한 조치나 손해배상의 의무 만이 아니고 사전 예방의 의무도 포함되고 있다. (테헤란 미국 대사관원 인질 사건)

## 같이 보기
- 대한민국 주재 외국공관 목록
- 대한민국의 재외공관 목록
- 대사관
- 영사관
- 공사관
- 외교관
- 고등판무관
  - 고등판무관 (영국 연방)